# کسلداوسون
کسلداوسون (به انگلیسی: Castledawson) یک روستا و شهرک در بریتانیا است که در شهرستان لندندری واقع شده‌است. کسلداوسون ۳٬۲۹۳ نفر جمعیت دارد.